# Buring
Buring is een bestuurslaag in het regentschap Malang van de provincie Oost-Java, Indonesië. Buring telt 10.802 inwoners (volkstelling 2010).